# Snagglepuss
Snagglepuss (conhecido como Leão da Montanha no Brasil) é uma série de desenho animado americana produzido pela Hanna-Barbera Productions. Contando as aventuras de um leão da montanha cor-de-rosa antropomórfico (animal com características humanas), que adorava dizer frases engraçadas e muito criativas. Estreou em 1961 nos EUA, como um segmento dentro da série de desenho animado do programa The Yogi Bear Show (no Brasil: Show do Zé Colméia).
Até então, ele tinha aparecido na TV apenas como coadjuvante em desenhos do Quick Draw McGraw (br: Pepe Legal) - a estréia do "Leão" na TV - Augie Doggie and Doggie Daddy (br: Bibo Pai e Bob Filho) e Snooper and Blabber (br: Olho-Vivo e Faro-Fino). Apesar de fazer sucesso, o Leão da Montanha teve uma vida bastante curta e logo depois da série nos anos 60, desapareceu por quase uma década, mas voltou durante os anos 70 e 80, quando a Hanna-Barbera resolveu reavivar os seus personagens mais antigos e juntar com os novos.

## História
O Leão da Montanha vivia numa caverna que ele tentava deixar o mais agradável possível e habitável para si próprio. Mas, apesar disso ele era um leão azarado, pois tudo que ele fazia, acaba no final se tornando pior do já estava. Quando o Leão da Montanha começou a aparecer dentro do espetáculo do Pepe Legal atuou como um fora-da-lei: um ladrão de ovelhas que enfrentava o protagonista ele tinha a cor alaranjada, era totalmente despido e somente depois, aos poucos começou a ter a tonalidade cor-de-rosa e assim permanece até os dias de hoje. Depois de ganhar traços mais angulares e se tornar de boa índole, personagem voltou em 30 de janeiro de 1960, no segmento do Show do Zé Colméia.
Além disso passou a usar punhos de uma camisa social, gola de camisa levantada como nos anos 40, com uma gravatinha borboleta e às vezes aparece também usando uma cartola, que dependendo da ocasião é preta, verde ou outra cor qualquer.
O Leão da Montanha possui uma fala mansa sonora e foi vocalizado originalmente por Daws Butler e no Brasil por Chico Borges, numa versão realizada pela AIC/SP, era bastante charmoso, possuía muita elegância e era tremendamente educado. O personagem também demonstrava ter grande conhecimento das artes e adorava fazer citações de William Shakespeare, por quem tem grande admiração. Sua frase favorita no desenho original era “Heavens to Murgatroyd”, que no Brasil ficou conhecida como “Pelas barbas de Neturno!” e suas variações, conforme o episódio e a situação.
Na realidade essa frase “Heavens to Murgatroyd” foi proferida pelo ator Bert Lahr no filme “Meet the People” de 1944 e que Hanna e Barbera incorporaram no personagem do Leão da Montanha, assim como o jeito de falar e se portar que lembravam as caracterizações de Bert Lahr, especificamente para o personagem Leão Covarde do filme de 1939, O Mágico de Oz.
Seus bordões também ficaram famosos e deixou uma marca inesquecível para os fãs da série: o genial jogo de cintura para sair de situações complicadas. Como “Saída, pela esquerda”, que também poderia ser pela direita, para cima ou até para baixo. Ele as usava as variantes conforme a sua necessidade no momento, assim como o seu posicionamento ao proferir essas frases, típico de quem a qualquer momento acabaria saindo correndo.
O Leão da Montanha também tem um grande oponente. Trata-se do Major, um caçador baixinho e quase tão atrapalhado quanto Hortelino Troca-Letras de Pernalonga, que surgiu em 1960.

## Outras aparições
- Leão da Montanha apareceu na A Arca do Zé Colméia e A Turma do Zé Colméia. Em A Turma do Zé Colméia, ele é frequentemente referido como um tigre e não um leão da montanha.
- Leão da Montanha apareceu com Mildew Wolf em Os Ho-ho-límpicos.
- Leão da Montanha apareceu também na série Yogi's Treasure Hunt.
- No "Fender Bender 500" segmento de Wake, Rattle, and Roll, Leão da Montanha (dublado por Greg Burson) apareceu junto com Huckleberry Hound.
- Leão da Montanha apareceu em três telefilme que faziam parte do Hanna-Barbera Superstars 10 série:
  - Yogi's Great Escape
  - Yogi Bear and the Magical Flight of the Spruce Goose
  - The Good, the Bad, and Huckleberry Hound
- Leão da Montanha também apareceu em dois especiais de televisão O Primeiro Natal do Zé Colméia e A noite de natal do Gasparzinho.
- Leão da Montanha foi caracterizado como um adolescente em Yo Yogi!, novamente dublado por Greg Burson.
- Leão da Montanha apareceu em Bibo pai e Bob filho com pelo marrom e não rosa

## Leão da Montanha em outras línguas
- Espanhol: El león Melquíades
- Inglês: Snagglepuss
- Francês: Alcibiade
- Italiano: Svicolone
- Húngaro: Nyegleó
- Croata: Krezumica

## Dubladores

### Nos Estados Unidos
- Leão da Montanha: Daws Butler
- Major: Don Messick

### No Brasil
- Leão da Montanha: Chico Borges
- Major: Roberto Barreiros/ Waldir de Oliveira
- Estúdio de Dublagem: GravaSon, São Paulo